# Son seul amour
Pour plus de détails, voir Fiche technique et Distribution.
Son seul amour (One Desire) est un film américain réalisé par Jerry Hopper, sorti en 1955.

## Fiche technique
- Titre : Son seul amour
- Titre original : One Desire
- Réalisation : Jerry Hopper
- Production : Ross Hunter
- Société de production et de distribution : Universal Pictures
- Scénario : Lawrence Roman et Robert Blees d'après le roman Tacey Cromwell de Conrad Richter
- Musique : Frank Skinner et Henry Mancini (non crédité)
- Directeur de la photographie : Maury Gertsman
- Directeur artistique : Carroll Clark et Alexander Golitzen
- Décors : John P. Austin et Russell A. Gausman
- Costumes : Bill Thomas
- Montage : Milton Carruth
- Pays de production :  États-Unis
- Langue : anglais
- Genre : Drame
- Format : Couleur (Technicolor) - 35 mm - 1,85:1 - Son : mono (Western Electric Recording)
- Durée : 94 minutes
- Dates de sortie : 
  - États-Unis : 20 juin 1955 (Los Angeles) / 2 septembre 1955 (sortie nationale)
  - France : 7 août 1963

## Distribution
- Anne Baxter : Tacey Cromwell
- Rock Hudson : Clint Saunders
- Julie Adams : Judith Watrous
- Carl Benton Reid : Sénateur Kenneth A. Watrous
- Natalie Wood : Seely Dowder
- William Hopper : 'Mac' MacBain
- Betty Garde : Mme O'Dell
- Barry Curtis : Nugget Saunders
- Adrienne Marden : Marjorie Huggins
- Fay Morley : Flo
- Vicki Raaf : Kate
- Lynn Millan : Bea
- Smoki Whitfield : Sam
- Howard Wright : Juge Congin
- Edward Earle : M. Hathaway

Acteurs non crédités : 
- Rory Mallinson : M. Gray
- Lana Wood : Petite fille